# Ернесто Боніно (футболіст)
Ернесто Боніно (італ. Ernesto Bonino, 12 липня 1899, Ла-Спеція — 2 червня 1984) — італійський футболіст, що грав на позиціяхї півзахисника і нападника за клуб «Луккезе-Лібертас», а також національну збірну Італії.

## Клубна кар'єра
У дорослому футболі дебютував 1920 року виступами за команду «Луккезе-Лібертас», кольори якої і захищав протягом наступних восьми років. 

## Виступи за збірну
1921 року дебютував в офіційних матчах у складі національної збірної Італії. Наступного року провів свою другу і останню гру за національну команду.
Помер 2 червня 1984 року на 85-му році життя.
| Дата       | Місто  | Господарі | Результат | Гості          | Турнір           | Голи | Примітки |
| ---------- | ------ | --------- | --------- | -------------- | ---------------- | ---- | -------- |
| 6/11/1921  | Женева | Швейцарія | 1 – 1     | Італія         | товариський матч | 0    |          |
| 26/02/1922 | Турин  | Італія    | 1 – 1     | Чехословаччина | товариський матч | 0    |          |
| Усього     |        | Матчів    | 2         |                | Голів            | 0    |          |

## Титули і досягнення
- Найкращий бомбардир Кубка Італії (1): 1922 (6)